# Ricardo Martín
Ricardo Martín (1882, Villanueva de la Serena – 1936, San Sebastián) byl španělský fotograf, který žil a působil v San Sebastiánu. Patří mu slavné fotografie San Sebastiána Belle Époque. Byl jedním z nejslavnějších fotografů té doby.

## Životopis
Když byl velmi mladý, přestěhoval se se svou rodinou do San Sebastiánu. V roce 1910 fotografoval fotbalový tým Real Sociedad. V roce 1914 začal pracovat jako fotograf. V roce 1915 otevřel obchod Photo-Carte na ulici Hondarribia v San Sebastiánu. Ve stejném roce zahájil spolupráci s různými novinami: El Pueblo Vasco, La Voz de Guipúzcoa, Correo del Norte a La Constancia . V roce 1916 začal také pracovat pro některé zahraniční noviny: El Día, Heraldo Deportivo . V důsledku svého úspěchu se v roce 2010 přestěhoval do Avenida de la Libertad Donostia-San Sebastián. Jeho práce se stala velmi populární a v roce 1921 odešel do Rifské války jako fotograf. Válečné práce byly publikovány v prestižních médiích: mimo jiné ABC, Mundo Gráfico, La Acción, Mundo Nuevo. V roce 1925 se oženil s Agustinou Zugasti a o rok později se jim narodil syn Vicente Martín, který pokračoval v práci svého otce. Během těchto let pořídil fotografie všech významných osobností, kteří se objevili v San Sebastiánu: Paulino Uzkudun, Charlie Chaplin, Buster Keaton, Josephine Bakerová... V roce 1936 zemřel na chronické onemocnění.
Fotografický podnik převzala zpočátku Agustina Zugasti a po ní jejich syn Vicente Zugasti.

## Galerie

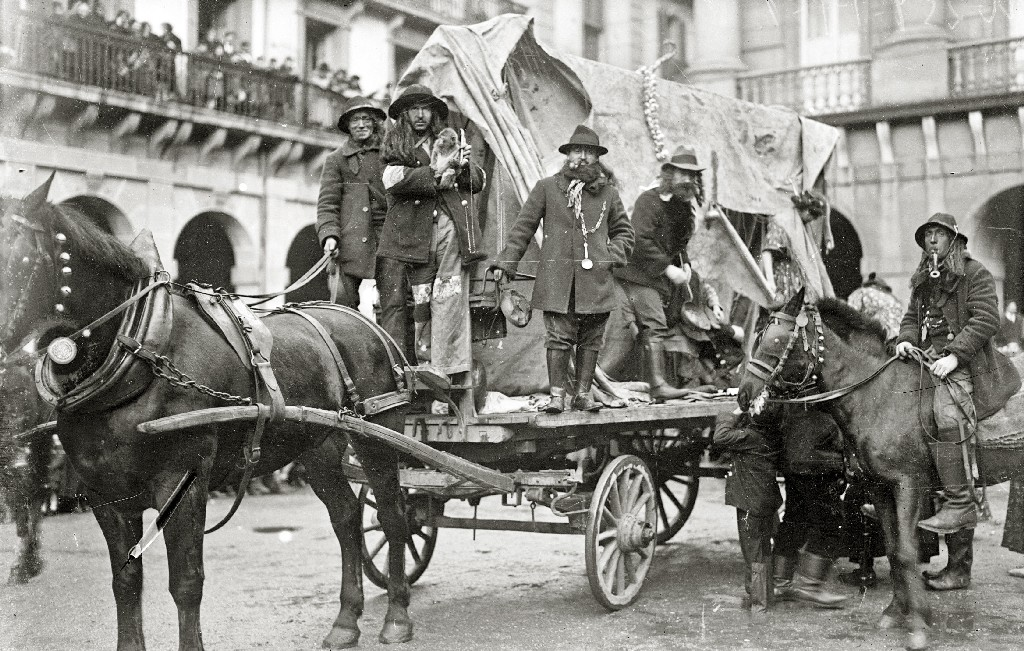
Festival San Sebastián, 1923
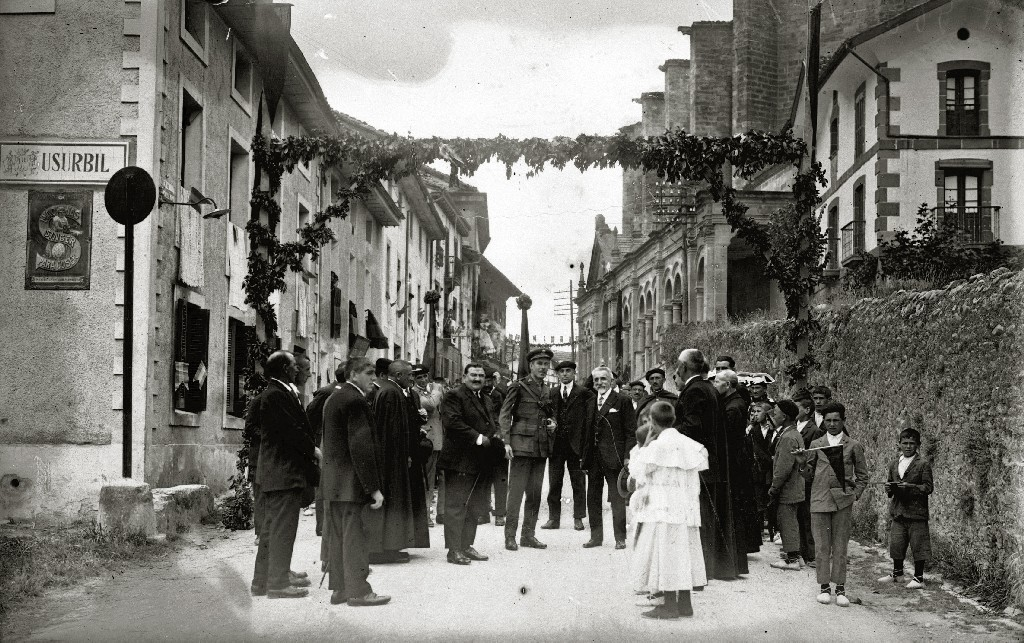
Politicko-náboženská událost, Usurbil, 1924
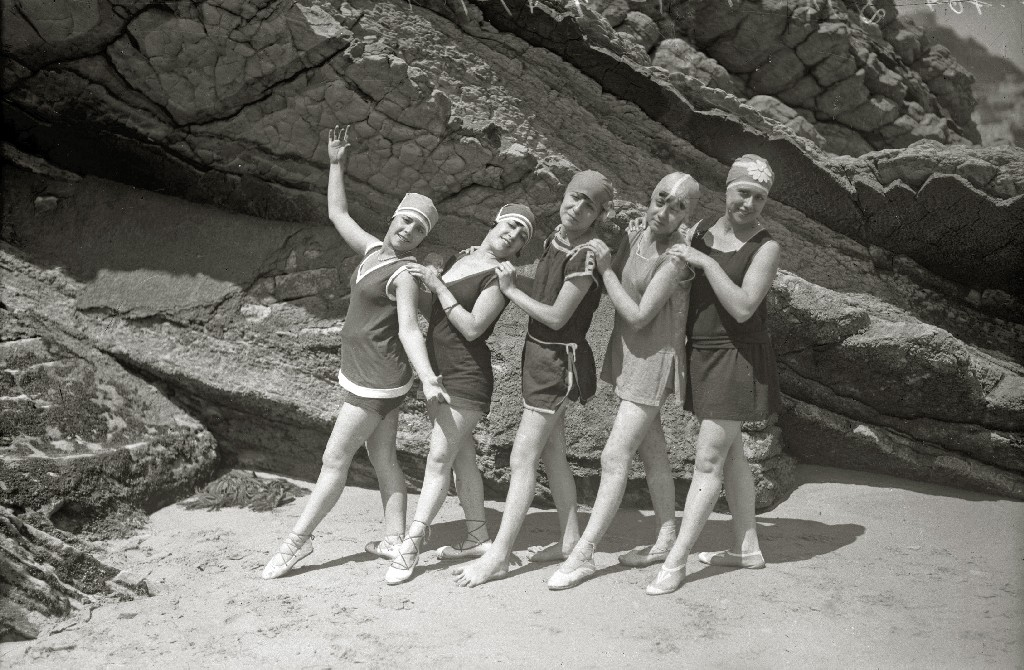
Koupající se na pláži La Concha, San Sebastián, 1926
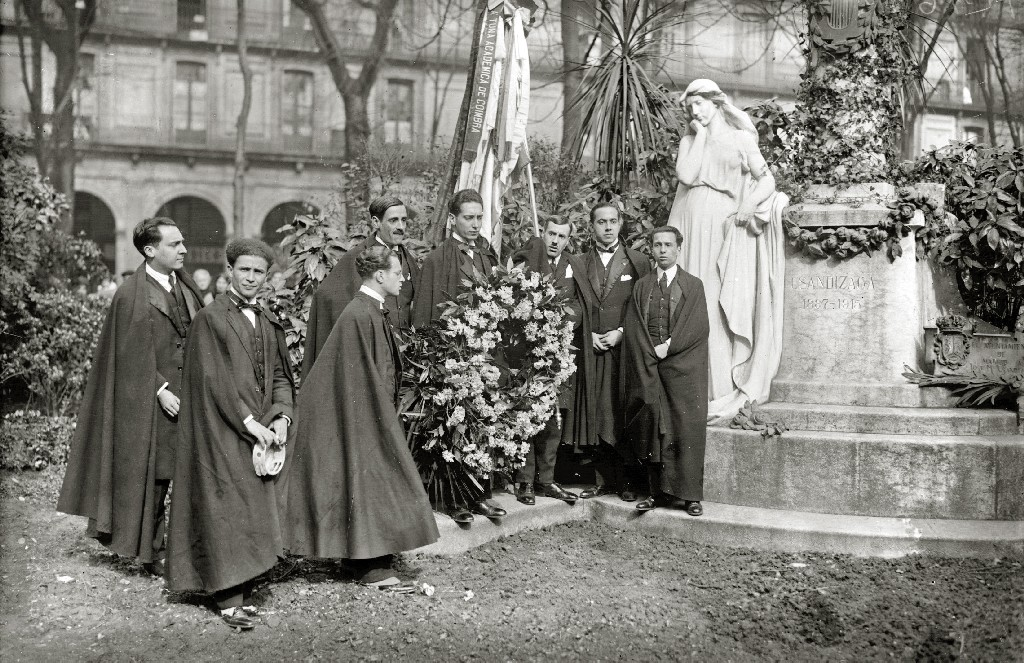
Uctění Jose Maria Usandizaga, 1927
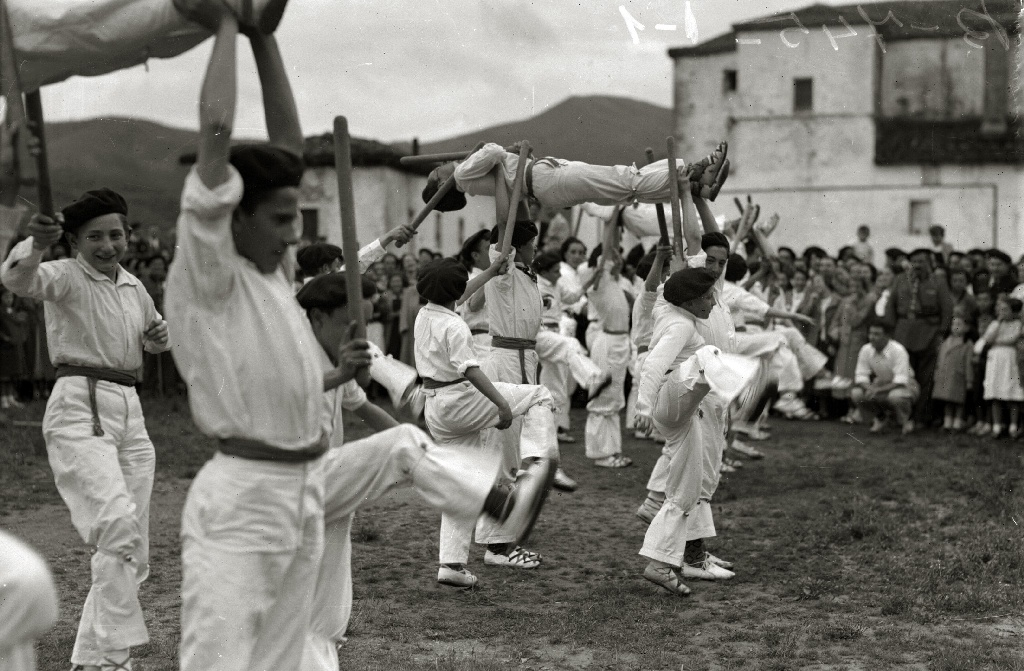
Tanečníci na mostech, San Sebastián
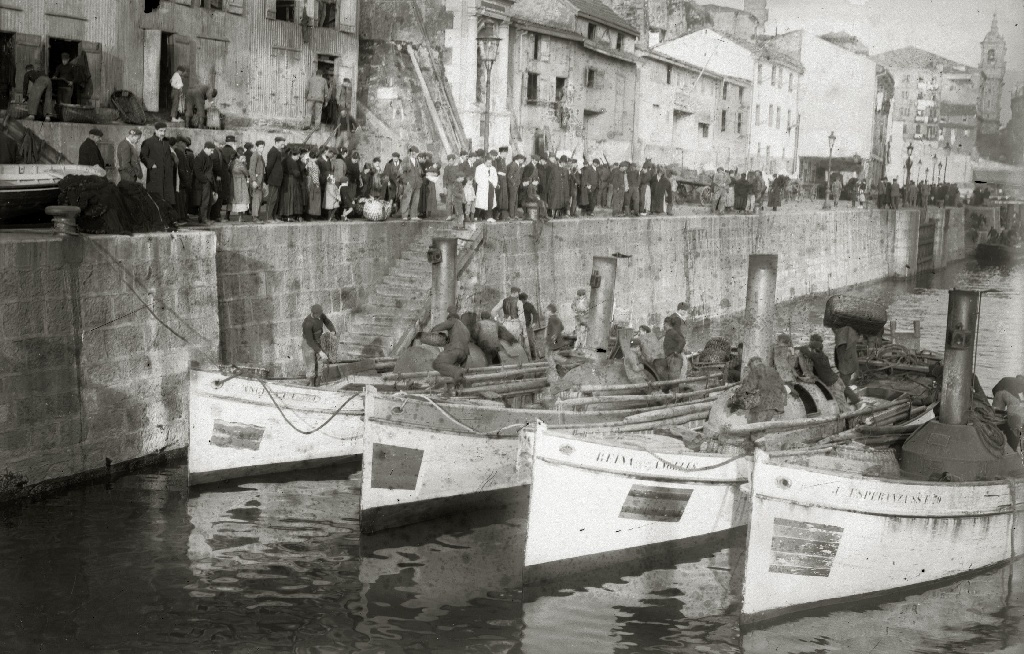
Parníky, San Sebastián
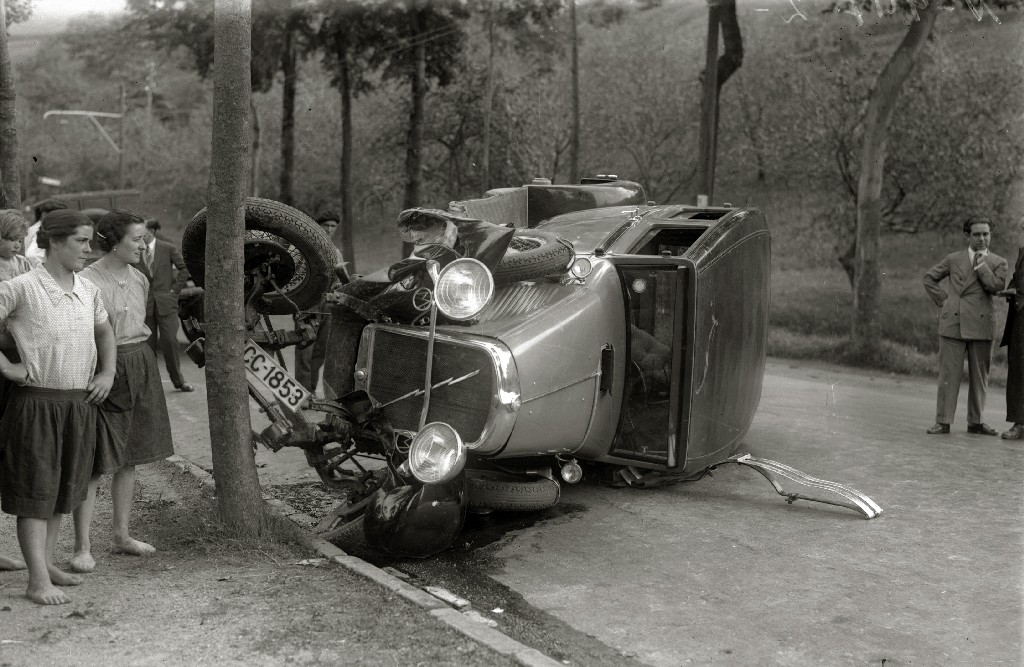
Havarovaný automobil na silnici